# Tramontane (contratorpedeiro)
O Tramontane foi um contratorpedeiro operado pela Marinha Nacional Francesa e a terceira embarcação da Classe Bourrasque. Sua construção começou em junho de 1923 na Forges et Chantiers de la Gironde em Bordeaux e foi lançado ao mar em novembro do ano seguinte, sendo comissionado na frota francesa em maio de 1927. Era armado com uma bateria principal composta por quatro canhões de 130 milímetros e seis tubos de torpedo de 550 milímetros, tinha um deslocamento carregado de quase duas mil toneladas e alcançava uma velocidade máxima de 33 nós.
O Tramontane teve um início de carreira tranquilo e sem grandes incidentes, com suas principais atividades consistindo em treinamentos de rotina. A Segunda Guerra Mundial começou em setembro de 1939, mas o navio pouco fez antes da derrota da França diante da Alemanha. Ficou sob o controle da França de Vichy até a invasão Aliada do Norte da África Francês em 8 de novembro de 1942. O Tramontane estava em Orã, na Argélia, e resistiu à invasão, enfrentando e sendo alvejado várias vezes pelo cruzador rápido HMS Aurora e pelo contratorpedeiro HMS Calpe até afundar.